# Ansgar Beckermann
Ansgar Beckermann (Nacido el 29 de junio de 1945 en Hamburgo ) es un filósofo alemán que se ocupa principalmente de la filosofía de la mente y la epistemología . Es profesor de filosofía en la Universidad de Bielefeld y fue presidente de la "Gesellschaft für analytische Philosophie" (sociedad alemana de filosofía analítica). Beckermann es conocido por sus argumentos a favor del fisicalismo y su discusión sobre el concepto de emergencia .

## Obras publicadas

#### Inglés
- ¿Emergencia o reducción? (con Hans Flohr y Jaegwon Kim ), Berlín: Walter de Gruyter, 1992.
- Wittgenstein, Wittgensteinianismo y la filosofía contemporánea de la mente - Continuidades y cambios. En: A. Coliva & E. Picardi (ed.): Wittgenstein today ', 2004
- Autoconciencia en los sistemas cognitivos. En: C. Kanzian. J. Quitterer y E. Runggaldier (ed.) Persons. Un enfoque interdisciplinario , 2003
- El problema perenne de la explicabilidad reductiva de la conciencia fenoménica - CD Broad sobre la brecha explicativa. En: Thomas Metzinger (ed.) Correlatos neurales de la conciencia - Preguntas empíricas y conceptuales , Cambridge, MIT-Press, 2000.

#### alemán
- Klassiker der Philosophie heute (con Dominik Perler), Stuttgart: Reclam 2004.
- Analytische Einführung in die Philosophie des Geistes . Berlín: Walter de Gruyter, 1999.
- Einführung in die Logik . Berlín: Walter de Gruyter, 1997.
- El metaphysischer de Descartes Beweis für den Dualismus , Freiburg: Verlag Karl Alber, 1986.
- Analytische Handlungstheorie . Bd. 2, Frankfurt: Suhrkamp, 1977.
- Gründe und Ursachen . Kronberg: Scriptor Verlag, 1977.

- Datos: Q95344